# فيونا كامينغ
فيونا كامينغ (بالإنجليزية: Fiona Cumming)‏ هي مخرجة وممثلة بريطانية، ولدت في 9 أكتوبر 1937 في إدنبرة في المملكة المتحدة، وتوفيت في 2015 في دومفريز وغالاوي ‏ في المملكة المتحدة.

## وصلات خارجية
- فيونا كامينغ على موقع IMDb (الإنجليزية)
- فيونا كامينغ على موقع ألو سيني (الفرنسية)
- فيونا كامينغ على موقع أول موفي (الإنجليزية)
- فيونا كامينغ على موقع كينوبويسك (الروسية)